# Borgarfjörður (Arnarfjörður)
Der Borgarfjörður ist ein kleiner Fjord in den Westfjorden von Island.
Dieser Fjord ist der nördlichste Seitenarm des Arnarfjörður.
Aus der südlich anschließenden Bucht Dynjandisvogur kommt der Vestfjarðavegur .
Er umrundet den Fjord und führt weiter in Richtung Ísafjörður.
Der Borgarfjörður reicht etwa 5 km weit in das Land und ist knapp 2 km breit.
Innen im Fjord liegt das Kraftwerk Mjólkárvirkjun.
Es wurde in den Jahren 1956 bis 1958 gebaut und hat eine Leistung von 8,1 MW
Der lokale Energieversorger Orkubú Vestfjarða betreibt es.
Das Kraftwerk wurde 1976–77 vergrößert.